# Sankt Johann bei Herberstein
Sankt Johann bei Herberstein – dawna gmina położona w zachodniej Austrii, w Styrii, w powiecie Hartberg. 1 stycznia 2015 została rozwiązana, a tereny jej połączono z gminami: Kaibing, Blaindorf, Siegersdorf bei Herberstein oraz Hirnsdorf tworząc gminę Feistritztal.